# Fassadenturm

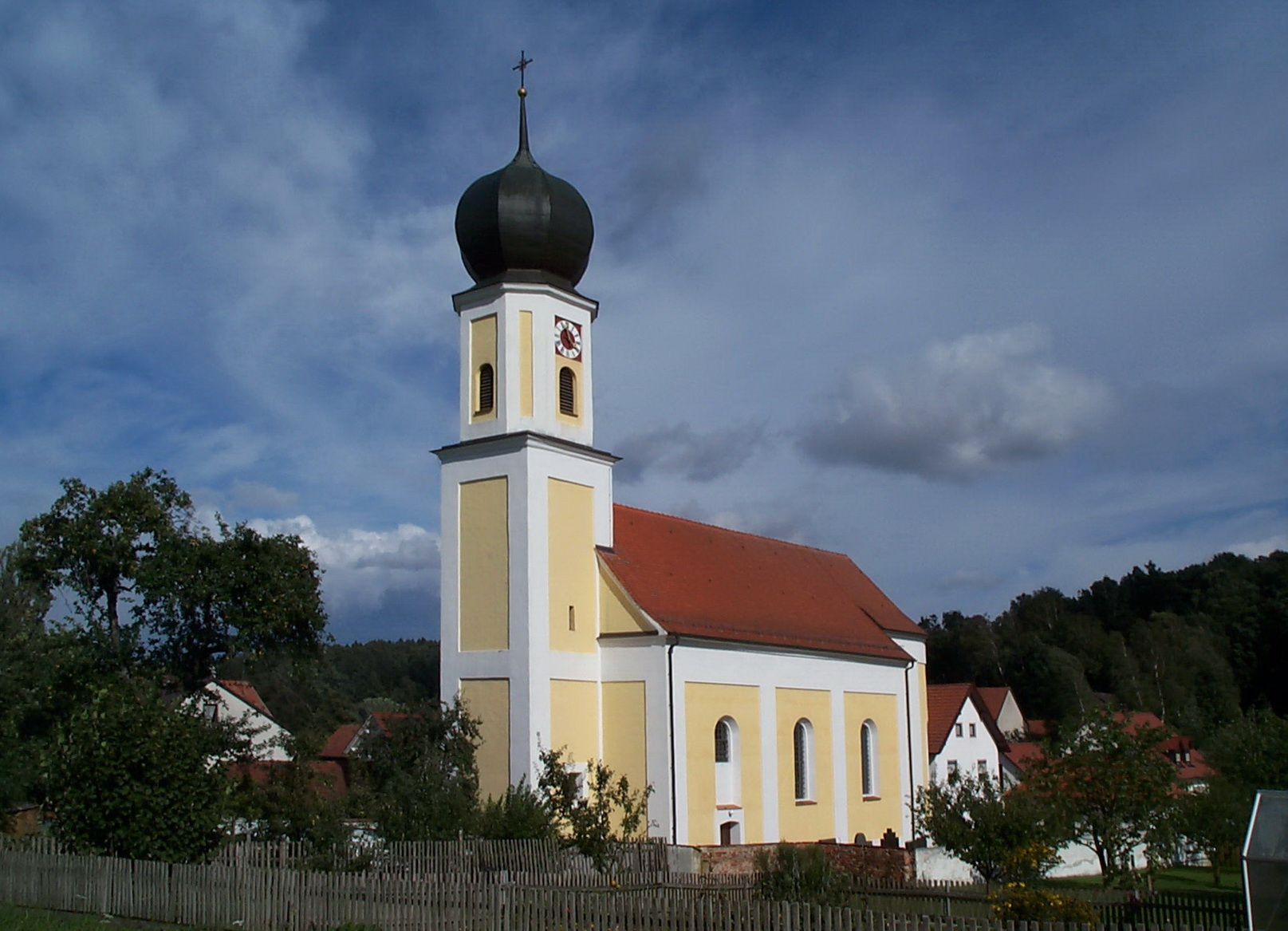
Fassadenturm von St. Clemens, Birnbach

Fassadenturm bezeichnet in der Architektur ein an oder in der Fassade eines Bauwerks stehenden Turm. Bei Kirchen prägt der Fassadenturm regelmäßig die Westfassade und ist ortsbildprägend.
Verwandt ist der für die Architekturgeschichte wichtige Begriff Turmfassade, der die einheitliche Gestaltung der Schauseite eines Bauwerkes unter Einbeziehung eines oder mehrerer Türme meint. Vgl. → Doppelturmfassade; → Zwillingsturm.

## Beispiele

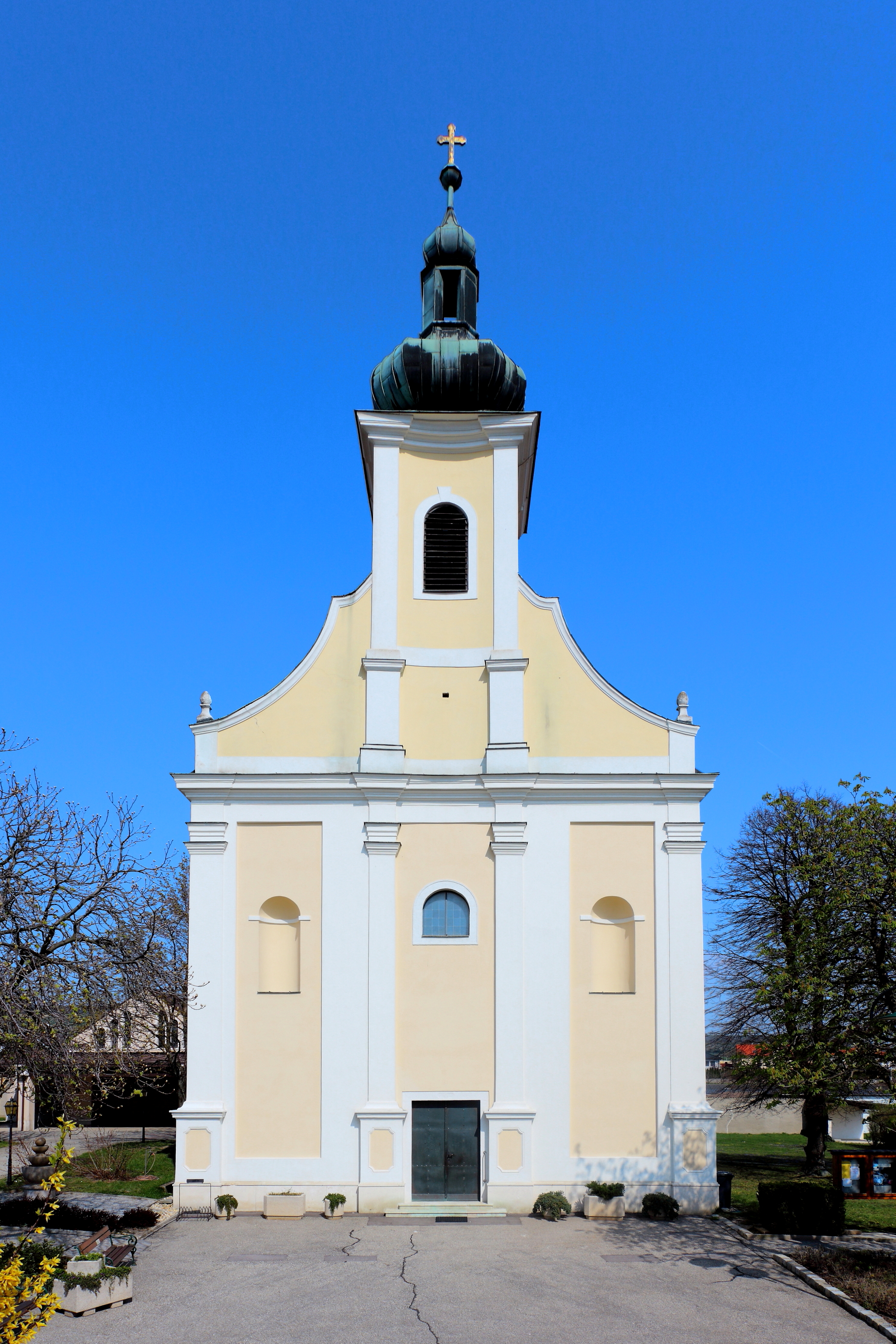
In die Fassade eingebauter Fassadenturm: Pfarrkirche von Edelstal
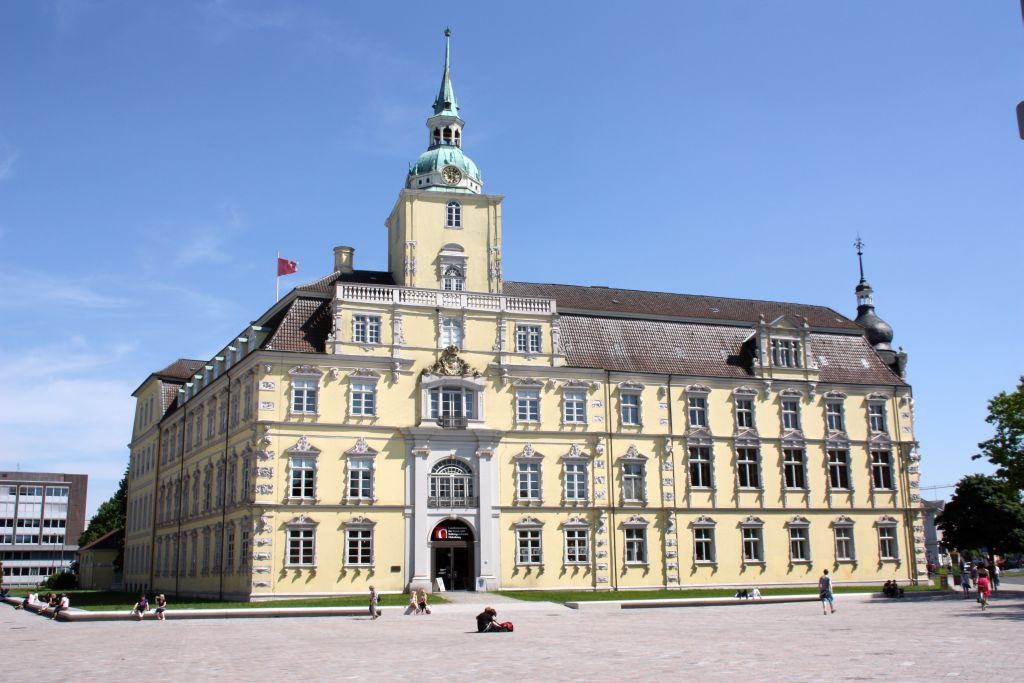
In und auf die Fassaden gebauter Fassadenturm (Schloss Oldenburg)
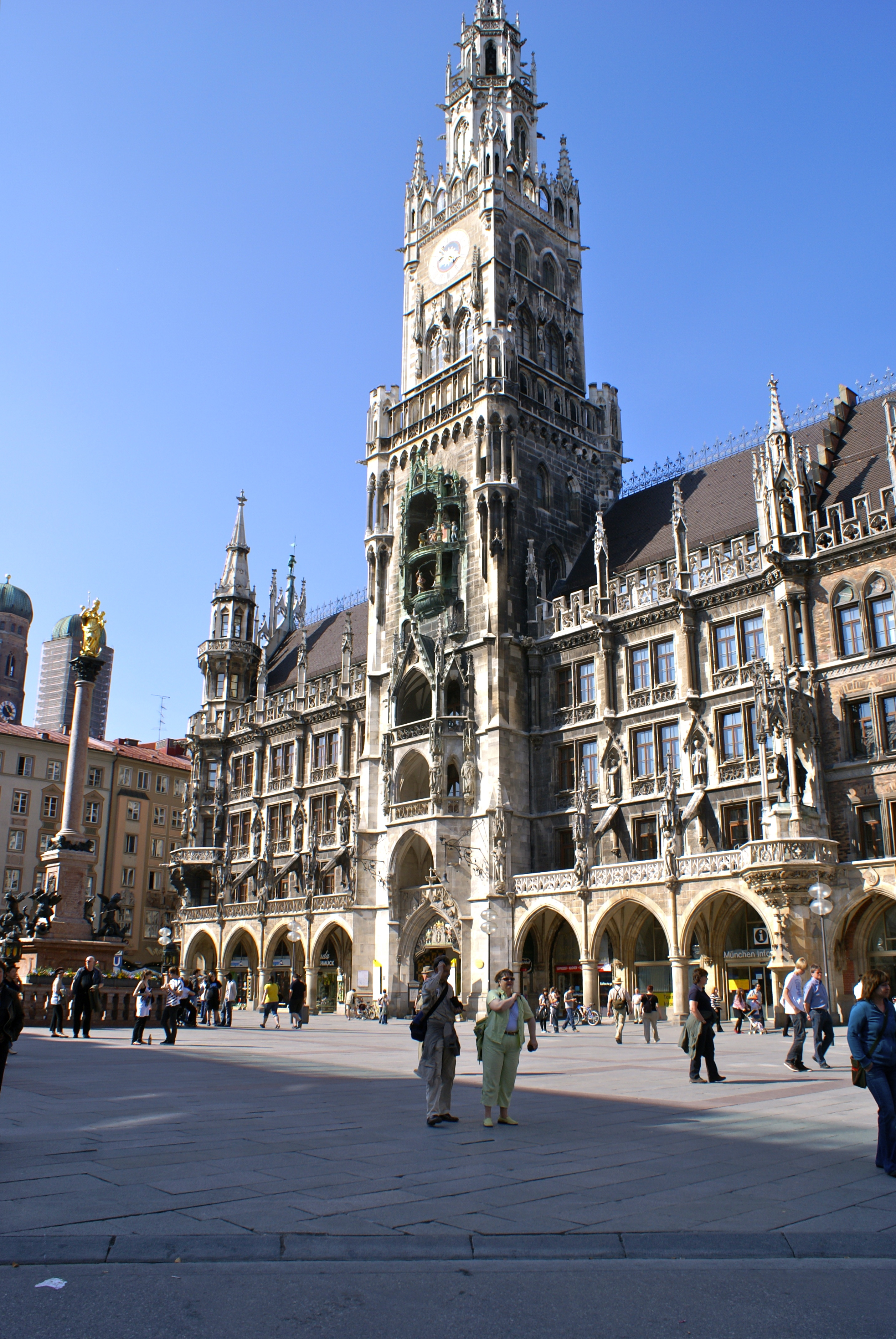
Teilweise vortretender Fassadenturm: Neues Rathaus München
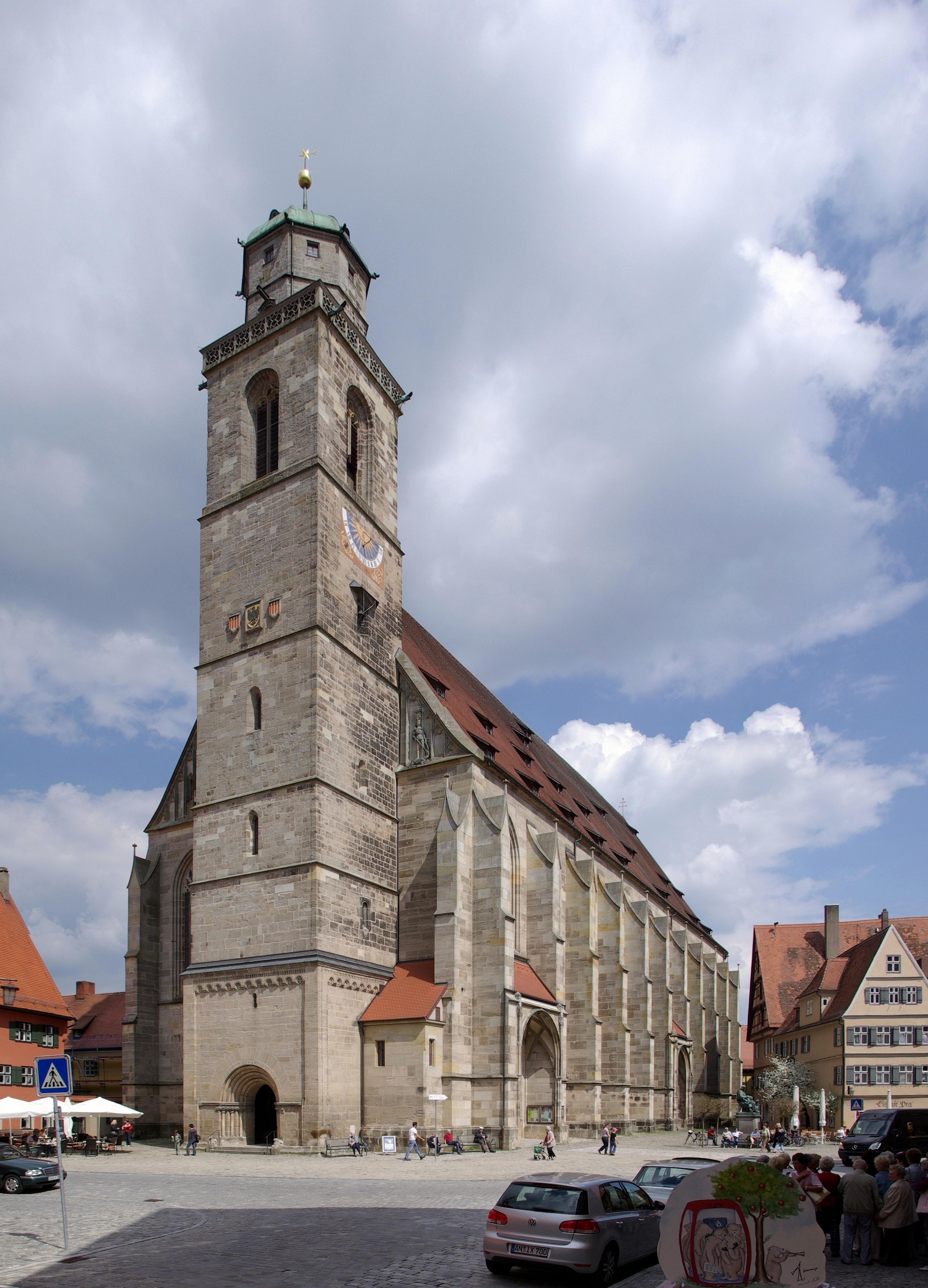
Vorgestellter Fassadenturm: St.-Georg in Dinkelsbühl
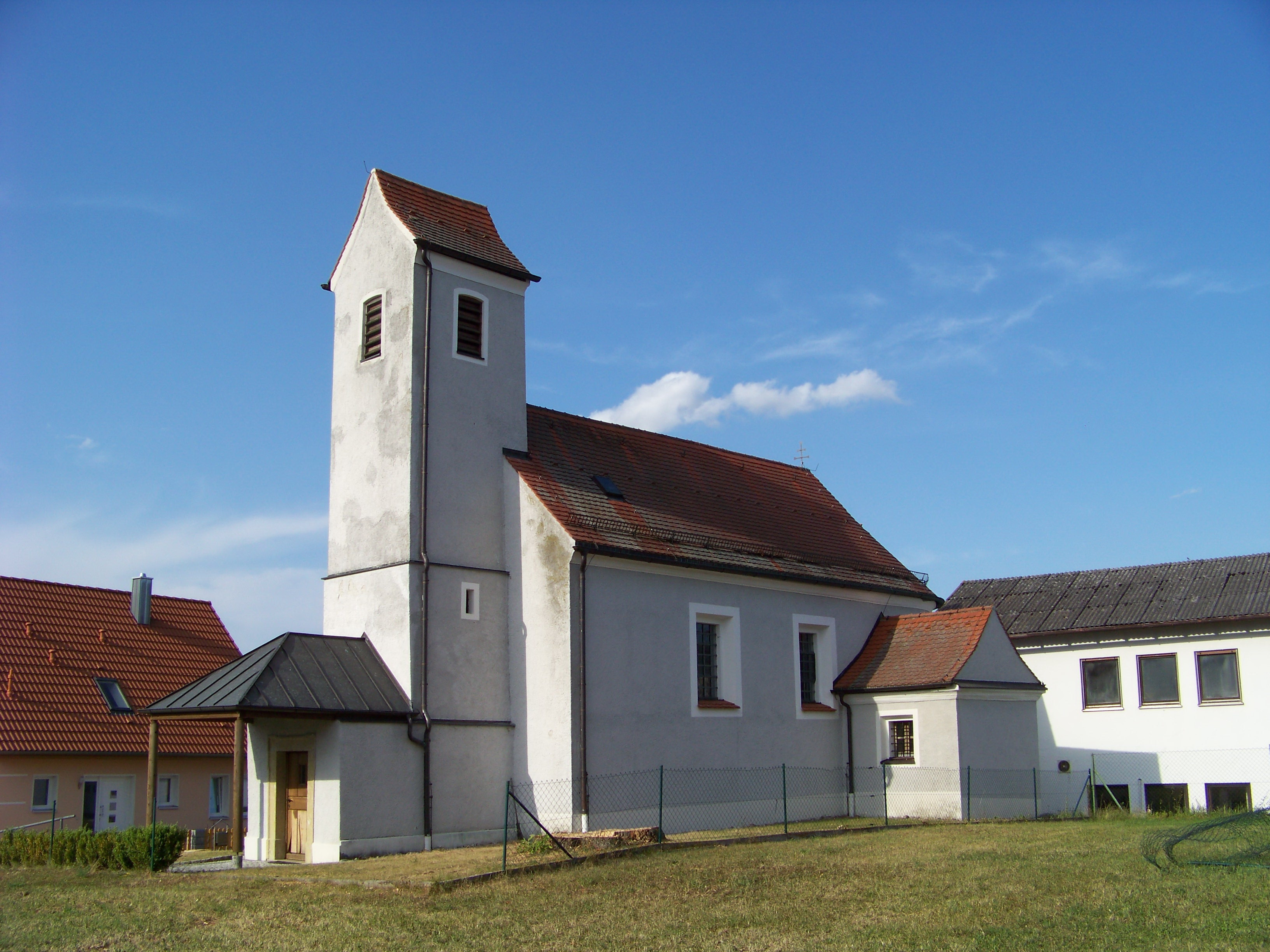
Vorgestellter Fassadenturm: Kirche St. Laurentius in Thalmassing
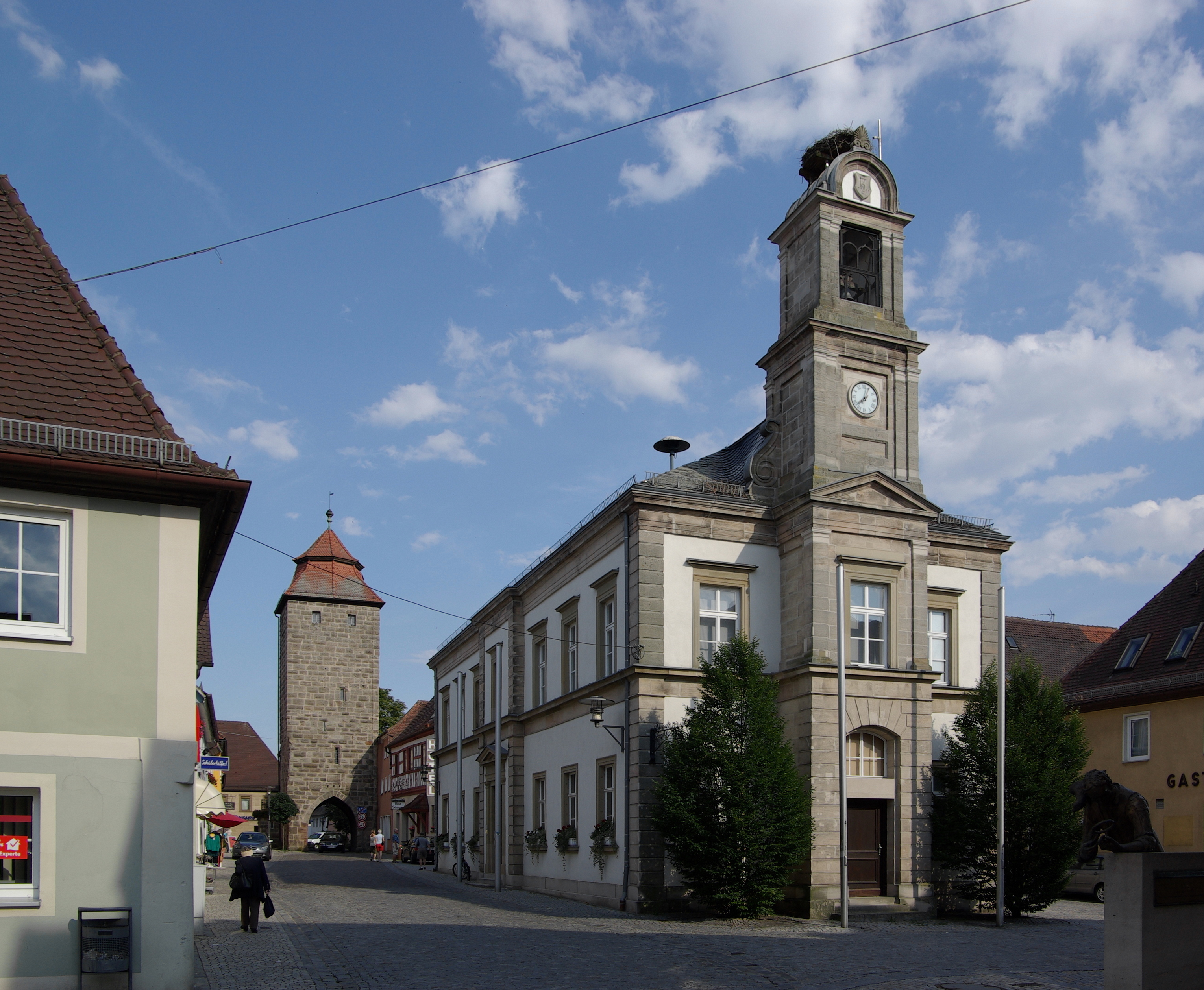
Vorgestellter spätklassizistischer Fassadenturm: Am Alten Rathaus in Höchstadt an der Aisch
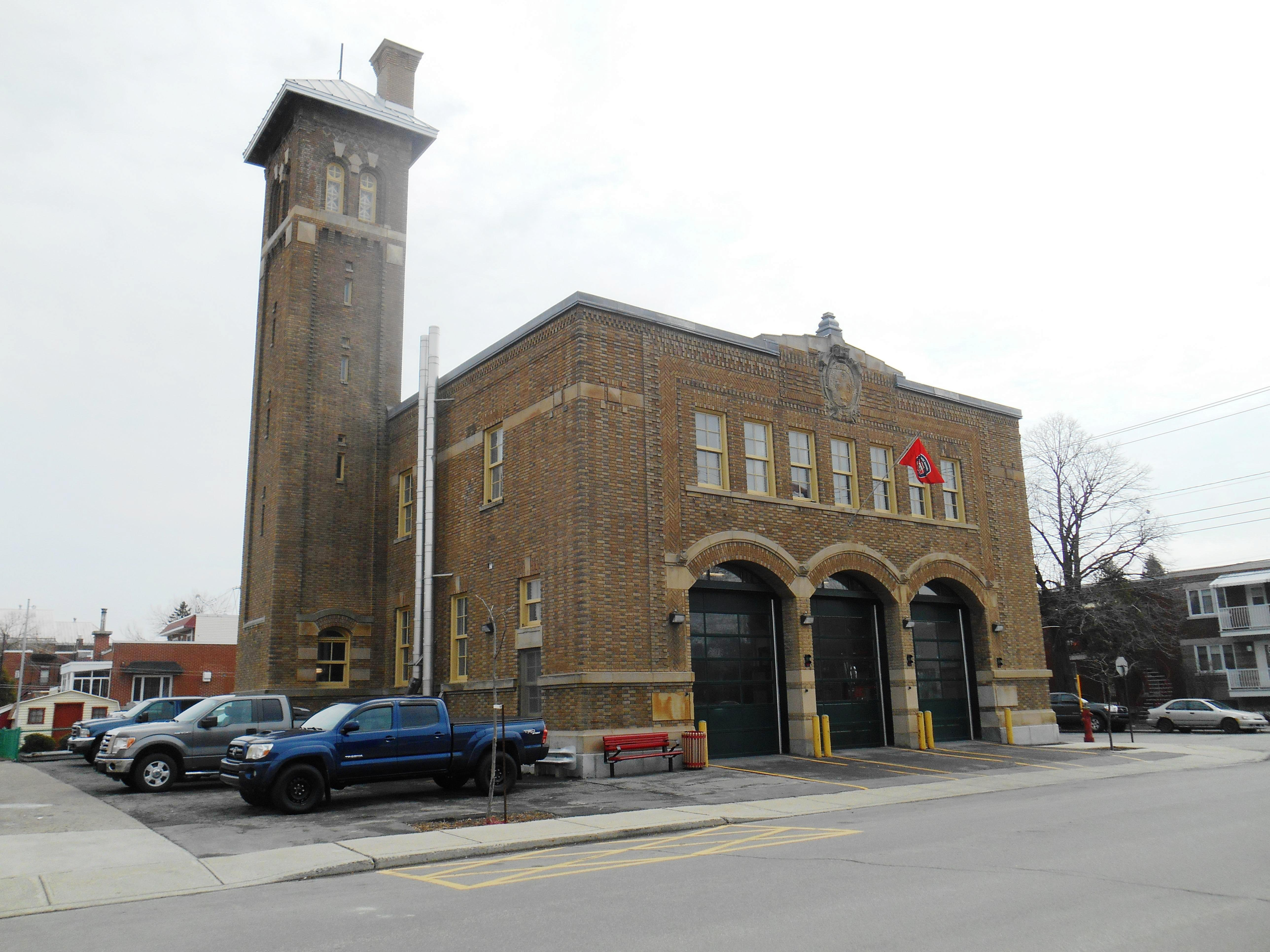
Schlauchturm als seitlich vorgesetzter Fassadenturm eines Feuerwehrhauses (Montreal)